# Канн, Каллиста
Каллиста Канн (эст. Kallista Kann; 28 февраля 1895, Тарту, Лифляндская губерния, Российская империя — 25 марта 1983, Таллин, Эстонская ССР) — эстонский лексикограф и педагог немецкого происхождения. Дочь педагога и музыканта Ханса Канна (1849—1932), руководившего известным народным хором.
Окончив Пушкинскую гимназию в своём родном городе, в 1916—1918 гг. училась на высших женских курсах в Харькове. Затем до 1925 г. преподавала иностранные языки на территории Украины и Грузии. Вернувшись в Эстонию, поступила в Тартуский университет и на работу секретарём Французского института в Тарту. Окончив университет в 1932 г. со специализацией по французскому языку, в 1935—1936 гг. стажировалась в Париже. В 1937 г. защитила в Тарту магистерскую диссертацию «Место прилагательных в романах Кретьена де Труа „Эрек и Энида“ и „Клижес“» (фр. La Place de l'Adjectif dans "Erec et Enide" et "Cligés" par Chrétien de Troyes). Преподавала в Таллине, в том числе во Французском лицее. В 1945—1970 гг. преподаватель кафедры романо-германской филологии Тартуского университета, в 1950—1963 гг. возглавляла кафедру; среди её учеников Яан Каплинский. Автор ряда учебных пособий.
Составитель Французско-эстонского словаря (1959, 4-е издание 2006), Эстонско-французского словаря (с Норой Каплински, 1979, 2-е издание 2000), Эстонско-немецкого словаря (в соавторстве, 1964, 4-е издание 1987).
Сестра — вокальный педагог и хоровой дирижёр Салме Канн.